# 50 př. n. l.

## Hlavy států
- Parthská říše – Oródés II. (58/57 – 38 př. n. l.)
- Egypt – Ptolemaios XIII. (51 – 47 př. n. l.)
- Čína – Suan-ti (dynastie Západní Chan)